# ディーン、君がいた瞬間
『ディーン、君がいた瞬間』（ディーン、きみがいたとき、原題：Life）は、2015年に公開されたカナダ・ドイツ・オーストラリア・アメリカ合衆国・イギリスの合作による伝記ドラマ映画。監督をアントン・コービンが務め、主演をロバート・パティンソンとデイン・デハーンが務めている。

## あらすじ
1955年のハリウッド。写真家のデニス・ストック（ロバート・パティンソン）は、映画業界の人々が集まるパーティーで、俳優のジェームズ・ディーン（デイン・デハーン）と知り合う。デニスは、ディーンの主演映画『エデンの東』の試写を見て、彼に興味を抱く。レッド・カーペットでスターの写真を撮るだけの現状から抜け出したいと考えていたデニスは、ディーンのフォト・エッセイを撮るから『ライフ』に掲載してほしい、と編集長のジョン・モリス（ジョエル・エドガートン）に申し出る。デニスはディーンを追ってニューヨークに向かう。
デニスは、ニューヨークに暮らしている元妻と息子のアパートメントを訪ねるが、2人の心はデニスから離れていくばかりである。翌日、デニスとディーンはタイムズ・スクエアの前で言葉を交わす。雨の中、デニスはディーンを撮影する。デニスは、日本での仕事をキャンセルし、ディーンの帰郷に同行することを決意する。
ディーンは、故郷のインディアナに向かう列車の中で、亡き母親との思い出をデニスに話す。ディーンと母親は昔、よく演技ごっこをして遊んだのだという。ディーンとデニスがインディアナに着くと、ディーンの親族が彼の帰郷を歓迎する。2人は高校のパーティーに招かれる。スピーチを頼まれたディーンの口から、今を生きることの大切さが語られる。翌朝、デニスとディーンはインディアナを発つ。
デニスは、息子にカメラの使い方を教えながら、息子と心を通わせていく。モリスの事務所に立ち寄ったデニスは、自らが撮ったディーンの写真をモリスの机の上に置いていく。モリスは、後日、それらの写真が掲載された『ライフ』をデニスに手渡す。今後の予定を聞かれたデニスは、ナイトクラブのジャズ・ミュージシャンなどを撮りたい、と話し、モリスは笑顔で応じる。
ディーンがデニスのアパートメントを訪ねてくる。ディーンは、今夜の『エデンの東』のプレミア上映には出席せず、しばらく旅に出るのだという。デニスは、同行しないかと誘われるが、ディーンの誘いを断る。2人は再会を約束して別れる。
ディーンは、ロサンゼルスに向かう飛行機に乗る。彼の席のそばには、男児と母親が座っている。2人は、動物の絵本を見ながら、演技ごっこを始める。その様子を見たディーンの胸中には、ジェームズ・ウィットコム・ライリーの『We Must Get Home』の詩句が去来するのであった。

## キャスト
- デニス・ストック（英語版）: ロバート・パティンソン - 天才写真家[2]。
- ジェームズ・ディーン: デイン・デハーン
- ジョン・モリス（英語版）: ジョエル・エドガートン
- ジャック・ワーナー: ベン・キングズレー
- ピア・アンジェリ: アレッサンドラ・マストロナルディ（英語版）
- ノーマ: ステラ・シュナーベル

## 評価
Metacriticでは、9件の批評家レヴューで平均値は59点だった。Rotten Tomatoesでは、53件の批評家レヴューで平均値は6.2点、支持率は60%だった。